# R34 (léghajó)
Az R34 egy merev vázas angol léghajó volt, amely 1919 júniusában először repülte át megszakítás nélkül az Atlanti-óceánt.

## Technikai adatok
Az R34-es léghajó az R33-as osztály második, egyben utolsó darabja volt. Hossza 196 méter, átmérője 24 méter, térfogata 55 ezer köbméter volt. Csaknem 26,5 tonna súlyt tudott a levegőbe emelni és öt 12 hengeres Sunbeam Maori típusú motor hajtotta. Csakúgy, mint kortársait, hidrogénnel töltötték fel. A gáz 19 rekeszben volt.

## Pályafutása
Első útját 1919. március 14-én tette meg. Bázisára, a skóciai East Fortune-be május 30-án érkezett meg. Június 17. és június 20. között 56 órás utat tett a Balti-tenger felett. A hajót az első leszállás nélküli transzatlanti útra jelölték ki. A léghajó július 2-án emelkedett a levegőbe. A fedélzeten hivatalosan nyolc tiszt, 22 legénységi állományú haditengerész és két postagalamb utazott. Röviddel a felszállás után két potyautast találtak a fedélzeten: William Ballantyne-t, aki ugyan a személyzethez tartozott, de lehúzták a listáról, viszont nem akart lemaradni a nagy útról, valamint egy macskát. A tisztek között volt az amerikai Zachary Lansdowne korvettkapitány, a USS Shenandoah későbbi kapitánya is.

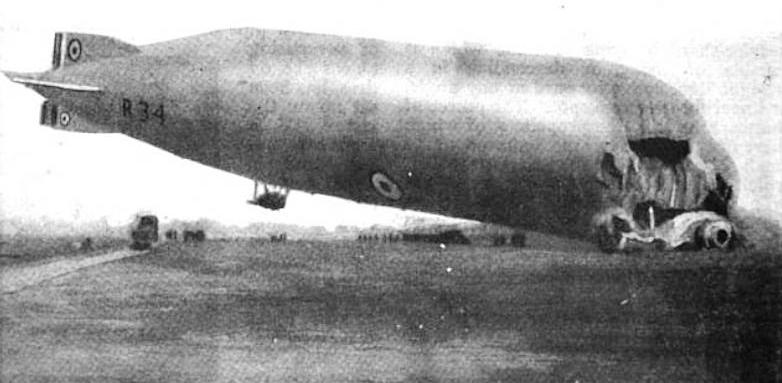
A tönkrement léghajó Howdennél

Az R34-es július 6-án, 108 óra repülés után érkezett meg a Long Island-i Mineolába. Mivel a földi személyzetnek nem volt gyakorlata a merev léghajók fogadásában, E. M. Pritchard őrnagy ejtőernyővel kiugrott a léghajóból, így ő lett az első európai, aki ilyen módon érkezett meg az Amerikai Egyesült Államokba. A visszaút Nagy-Britanniába 75 óráig tartott július 10-13. között.
1921. január 27-én a léghajó gyakorlóútra indult. A bázisról rádiójeleket küldtek, hogy az Északi-tengeren uralkodó rossz időjárás miatt forduljon vissza, de az R34-es legénysége nem vette az adást. Egy navigációs hiba miatt a léghajó a sötétben földnek ütközött az észak-yorkshire-i Moorsnál. A balesetben két légcsavarját elvesztette. Visszafordult a tenger felé, majd megmaradt motorjaival elindult Howden irányába. Az erős szél miatt nem tudták bevontatni hangárjába, így a szabad ég alatt horgonyozták le. Reggelre további sérülései keletkeztek, így a haditengerészet kénytelen volt leselejtezni.

## Fordítás
- Ez a szócikk részben vagy egészben  a   R33-class airship című angol Wikipédia-szócikk fordításán alapul.  Az eredeti cikk szerkesztőit annak laptörténete sorolja fel. Ez a jelzés csupán a megfogalmazás eredetét és a szerzői jogokat jelzi, nem szolgál a cikkben szereplő információk forrásmegjelöléseként.